# Osram

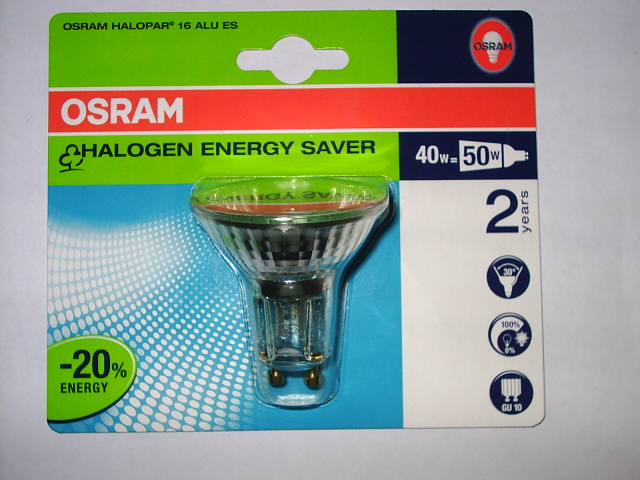

OSRAM Licht AG är sedan juli 2013 en fristående, börsnoterad tysk industrikoncern och en av världens största tillverkare av ljuskällor och belysningssystem. OSRAM GmbH grundades i Tyskland 1919 och ägdes av Siemens fram till börsintroduktionen juli 2013. Namnet OSRAM är ett teleskopord av grundämnena osmium och wolfram.
Dotterbolaget i Sverige som numera heter OSRAM AB, och som har sitt ursprung i Stockholms Glödlampsfabrik, grundades redan 1906 på Blekingegatan i Stockholm. Stockholms glödlampsfabrik övertogs 1917 av AB Elektraverken som efter en fusion med Osrams 1928 bildade dotterbolag AB Osram 1930 antog namnet AB Osram-Elektraverken. Man hade i början av 1930-talet omkring 200 anställda.

## Historia

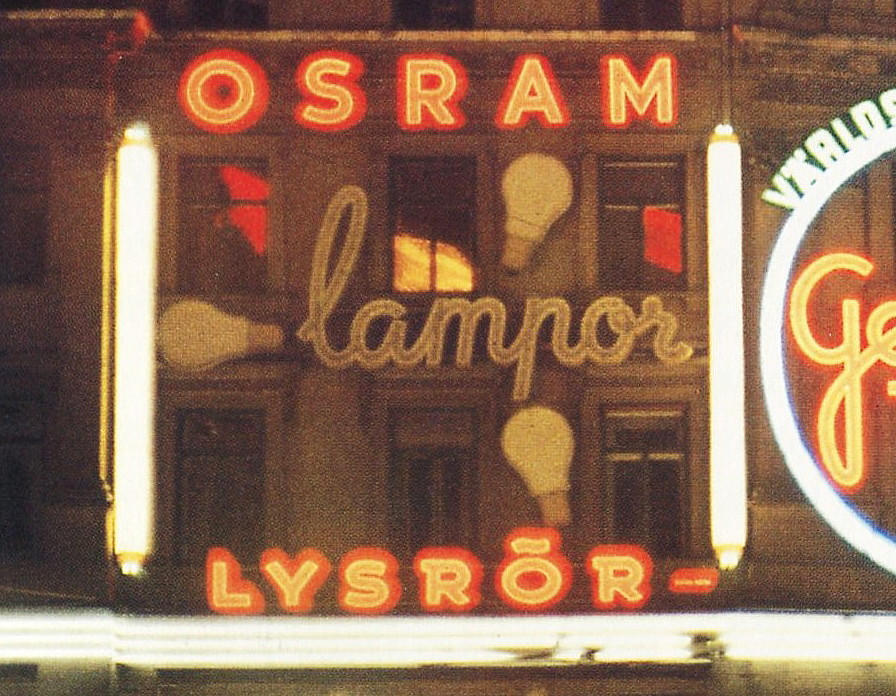
Osram-reklamskylt i Stockholm, 1960.

Namnet Osram skapades av Carl Auer von Welsbach och Deutsche Gasglühlicht AG anmälde namnet hos patentverket 1906. Efter första världskriget förlorade de tyska glödlampstillverkarna AEG, Siemens & Halske och Deutsche Gasglühlicht AG sina utlandsmarknader. De tre gick samman för att kraftsamla gentemot den utländska konkurrensen i Philips och General Electric. 1920 gick de tre samman genom det gemensamma bolaget Osram med huvudkontor i Berlin.
Under 1930-talet var Osram en av världens största lamptillverkare och på den tyska hemmamarknaden hade man en marknadsandel på 70 procent, samt 30 procent av marknaden i Europa. I början av 1930-talet hade man omkring 11.000 anställda. Under 1920-talet hade man breddat produktionen och tillverkade i Moabitfabriken radiorör för Telefunken, även det skapat ur ett samarbete mellan AEG och Siemens. Telefunken tog senare över produktionen.
År 1954 flyttades huvudkontoret till München. Vid denna tid var Siemens och AEG delägare tillsammans med amerikanska General Electric. 1978 fick Siemens ensam kontroll över företaget.
Det östtyska märket Narva har sitt ursprung i Osram-koncernen. När Berlin delades hamnade en av Osrams fabriker i stadsdelen Friedrichshain i östsektorn och förstatligades av DDR och fick namnet Narva. i Storbritannien såldes Osrams lampor under namnet Wotan då man blivit av med namnrättigheterna efter andra världskriget.

## Osram i Sverige
Osram etablerade sig i Sverige 1921. 1928 köptes Elektraverken och svenska Osram blev ett av de ledande företagen med en årlig produktion på 3 miljoner lampor. Efter kriget blev svenska Osram precis som svenska Siemens övertaget av flyktkapitalbyrån och via bl.a. KF kom det i slutet av 1950-talet tillbaka i tyska Osrams ägo. 1981 upphörde tillverkningen i Sverige, då fabriken i Södra Hammarbyhamnen i Stockholm avvecklades. Sedan dess importerar Osram alla sina produkter.
Sedan tillverkningen av glödlampor lades ned vid Elektraverken 1981 ändrades dotterbolagets namn 1983 tillbaka till AB Osram.